# Anders Jonas Ångström

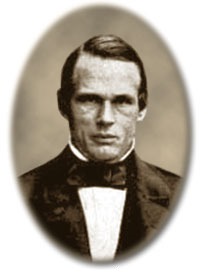
Anders Jonas Ångström

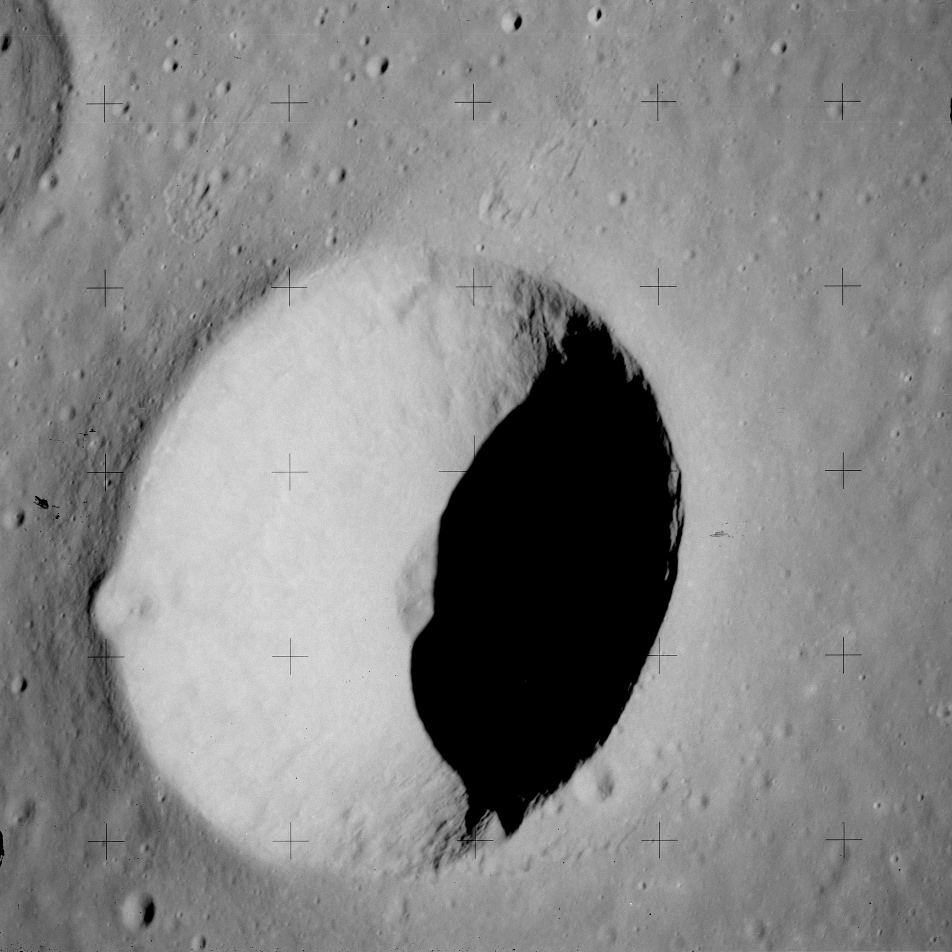
Maankrater Angström

Anders Jonas Ångström (Timrå, 13 augustus 1814 – Uppsala, 21 juni 1874) was een Zweeds natuurkundige, een van de grondleggers van de wetenschap van de spectroscopie.
Anders Jonas Ångström werd geboren in Lögdö bruk in landskap Medelpad. In 1833 schreef hij zich in als student natuur- en wiskunde aan de Universiteit van Uppsala. Hij slaagde cum laude voor natuurkunde, wiskunde en astronomie in 1839 waarna hij docent in de natuurkunde werd. In 1842 ging hij naar de sterrenwacht van Stockholm om praktijkervaring in de sterrenkunde op te doen. Een jaar later werd hij benoemd tot leider van de sterrenwacht van Uppsala.
Nadat hij geïnteresseerd raakte in aardmagnetisme deed hij vele metingen aan de aardmagnetische veldsterkte en declinatie in verschillende delen van Zweden en kreeg hij de taak van de Academie van Wetenschappen in Stockholm om de magnetische data uit te werken die waren verzameld door het Zweedse fregat "Eugenie" op haar reis rond de wereld in 1851-1853. Deze taak werd pas kort voor zijn dood voltooid.
In 1858 volgde hij Adolph Ferdinand Svanberg op in de leerstoel van de natuurkunde aan de universiteit van Uppsala. Zijn belangrijkste onderwerpen waren warmtegeleiding en spectroscopie. In zijn Optiska Undersökningar (optische onderzoekingen), gepresenteerd aan de Koninklijke Zweedse Academie van Wetenschappen in 1853, liet hij niet alleen zien dat een elektrische vonk twee over elkaar gelegde spectra bevat, een uit het metaal van de elektrode en de andere van het gas waar het licht doorheen gaat, maar hij toonde ook aan - afgeleid uit de resonantietheorie van Leonhard Euler - dat een gloeiend gas lichtstralen met dezelfde eigenschappen van lichtbreking uitzendt als die het gas kan opnemen. Sir Edward Sabine merkte op, tijdens de uitreiking van de Rumford medaille van de Royal Society in 1872, dat deze ontdekking een van de grondbeginselen van de spectrumanalyse is, en hoewel een aantal jaren over het hoofd gezien, dit een goede reden was om hem aan te merken als een van de grondleggers van de spectroscopie.
Vanaf 1861 besteedde hij speciale aandacht aan het zonnespectrum. Zijn combinatie van de spectroscoop met de fotografie voor onderzoek aan het zonnestelsel resulteerde in 1862 in het bewijs dat de atmosfeer van de zon - naast andere elementen - het element waterstof bevat. In 1868 publiceerde hij in zijn Recherches sur le spectre solaire zijn grote overzicht van het zonnespectrum, waaronder gedetailleerde metingen van meer dan 1000 spectraallijnen, die lang gezaghebbend bleven, hoewel zijn metingen onnauwkeurig waren door afwijkingen van 1/7000 of 1/8000, doordat de meter die hij als standaard gebruikte iets te kort was.
Hij was de eerste, in 1867, die het spectrum van het noorderlicht onderzocht. Hij detecteerde en verrichtte metingen aan de karakteristieke heldere spectraallijn in het geel-groene gebied. Maar later bleek zijn aanname onjuist dat deze spectraallijn, die vaak naar hem is vernoemd, dezelfde is als die in het zodiakaal licht.
Hij werd tot lid verkozen van een aantal wetenschappelijke genootschappen, waaronder de Koninklijke Zweedse Academie van Wetenschappen in 1850, de Royal Society in 1870 en het Institut de France in 1873.
Hij stierf in Uppsala op 21 juni 1874.
De lengte-eenheid ångström is naar hem vernoemd (1 Å = 10−10 m), evenals de maankrater Angström (gespeld met een gewone hoofdletter A) in 1935.
Ook twee andere maankraters, Angström A en Angström B, werden naar hem vernoemd, 2006,
alsook de planetoïde 42487 Angstrom, ontdekt in 1991.
Zijn zoon, Knut (1857-1910), was ook een natuurkundige.